# Dichotomius ziliolii
Dichotomius ziliolii là một loài bọ cánh cứng trong họ Bọ hung (Scarabaeidae).